# المسوح (إب)

تعديل مصدري - تعديل

المسوح هي إحدى قرى عزلة بني محرم بمديرية إب التابعة لمحافظة إب، بلغ تعداد سكانها 1503 نسمة حسب تعداد اليمن لعام 2004.